# Lukonor
Lukonor (weitere Bezeichnungen: Lugenur, Lukonwor, Lukōnwōr Island, Lukunor Island, Lukwonwod, Rukunooru, Rukunōru-tō) ist ein kleines, langgestrecktes Motu des Likiep-Atolls der pazifischen Inselrepublik Marshallinseln.

## Geographie
Lukonor liegt im südlichen Saum des Likiep-Atolls zwischen Anal und Etoile Island. Die Insel ist unbewohnt. 